# St. Michael (Oberhausen)

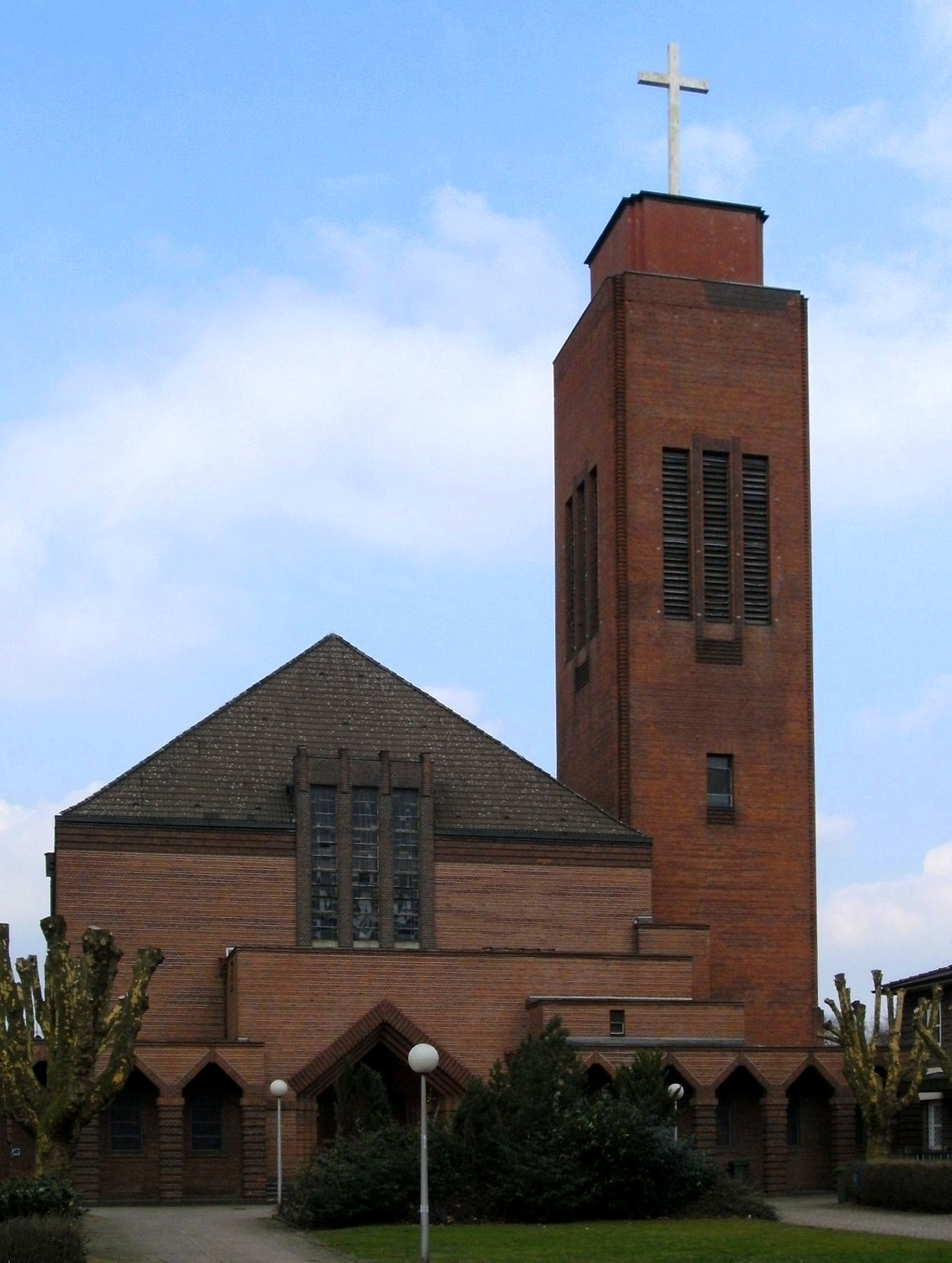
St. Michael

Die Kirche St. Michael ist ein denkmalgeschütztes ehemals katholisches Gotteshaus im Oberhausener Stadtteil Knappenviertel. Sie ist ein seltenes Beispiel für ein im Backsteinexpressionismus erbautes Gotteshaus und daher eine Sehenswürdigkeit. 
Seit dem 31. Mai 2002 war St. Michael Filialkirche der Pfarrei St. Marien, am 17. Februar 2024 wurde die Kirche profaniert.

## Lage
Die Michaelskirche befindet sich im Knappenviertel im östlichen Oberhausener Stadtgebiet an der Falkensteinstraße, Kreuzung Pothmannsweg. Benachbart ist das Dehon-Haus, das (Stand 2024) von einem Bruder der Herz-Jesu-Priesterschaft bewohnt wird. In der Nähe liegt außerdem die katholische Hauptschule St. Michael.

## Geschichte

### Vorgeschichte
Das Knappenviertel ist wie die restliche Alt-Oberhausener Mitte erst im Zuge der Industrialisierung maßgeblich besiedelt worden. Bis 1862 war das Gebiet Teil der Bauerschaften Lirich und Lippern, die zur Bürgermeisterei Borbeck zählten. Daher wurden sie auch pfarramtlich von St. Dionysius aus versorgt. 1888 wurde St. Marien Oberhausen zur Pfarrgemeinde erhoben, zu der neben Lirich und der nördlichen Oberhausener Innenstadt auch das Knappenviertel und Bermensfeld gehörten. Diese Pfarrei St. Marien beschloss am 3. August 1919 die Erhebung des östlichen Pfarrbezirks zu einer eigenen Pfarrei mit dem Schutzpatron St. Michael. 

### 1919 bis 1945
Erster Pfarrer an St. Michael wurde 1919 Franz Schmitz. Die Pfarrei feierte ihre Gottesdienste zunächst in einer Notkirche am Saal Nierhaus an der Knappenstraße, bis 1922 Karl Joseph Kardinal Schulte, Erzbischof von Köln, die Errichtungsurkunde für eine Kirche unterzeichnete. Von 1926 bis 1929 erbaute der Architekt Fritz Sonnen die Michaelskirche, in der die erste Messe am 24. Dezember 1929 gefeiert wurde. Im Oktober 1930 wurde zudem eine kleine Krypta unter dem Chorraum geweiht. 
Pfarrer Wedding setzte sich ab 1939 sehr für die Gestaltung der Kirche ein. Er schaffte zwei Statuen an, zudem beauftragte man den Religionslehrer Johannes Geulen mit der Gestaltung von acht farbigen, bleiverglasten Kirchenfenstern und weiteren Gegenständen, wie dem Altarkreuz, der Monstranz oder dem Osterleuchter. 
Die Michaelskirche wurde im Februar 1943 durch einen Bombenangriff schwer zerstört, ab da fanden Gottesdienste nur noch in den notdürftig reparierten Räumen hinter der Bibliothek statt. 

### Seit 1945
Nach dem Krieg wurde zunächst eine Notkapelle im Kindergarten eingerichtet, während die Kirche wiederhergestellt wurde. Johannes Geulen gestaltete wiederum Kirchenfenster. 
1953 war St. Michael vollständig aufgebaut. 1957 wurden weitere Umbaumaßnahmen beschlossen, während denen die Eingänge umgebaut und ein Atrium eingebaut wurden. 
Im Jahr 1958 wurde im Osten des Pfarrbezirks, am Hausmannsfeld, die Filialkirche Heilig Geist errichtet. Sie wurde zur eigenständigen Pfarrkirche erhoben, die nun für den Stadtteil Bermensfeld zuständig war.
1961 wurden fünf Glocken angeschafft (siehe unten), 1963 eine neue Decke eingezogen. Aus der Werkstatt der Goldschmiede Polders in Kevelaer wurde 1969 ein neues Altarkreuz erworben, das 50 kg wiegt. 
1990/91 gestaltete man den Innenraum komplett neu, sodass sich die Gemeinde nun um den erhöhten Altar versammeln kann. Die Tabernakelstele befindet sich auf der höchsten Ebene. 
Weihbischof Franz Grave weihte am 17. Februar 1991 den neuen Altar. Außerdem wurde 1993 eine neue Orgel von Patrick Collon angeschafft, die im Jahr 2023 wieder verkauft wurde. 
Der fünfte Pastor an St. Michael, Johannes Wiechers, starb 2002. Nach seinem Tod konnte die Eigenständigkeit nicht länger gehalten werden. St. Michael wurde am 31. Mai 2002 wieder Filialkirche von der Pfarrei St. Marien, die 2007 mit den Pfarreien St. Katharina (Lirich), St. Johannes Evangelist (Schlad), Zu Unserer Lieben Frau (Styrum) und Heilig Geist (Bermensfeld) zusammengelegt wurde. Heilig Geist gehört seitdem mit St. Michael zum Pfarrbezirk St. Marien, der 6.603 Mitglieder zählt.

## Glocken
Die Glocken der Michaelskirche wurden 1961 von der Glockengießerei Mabilon in Saarburg hergestellt. 
 Daten der Glocken:
| Name    | Inschrift Auf allen Glocken befindet sich die Inschrift „ST. MICHAEL OBERHAUSEN/RHLD. 1961“ sowie der Name des Schutzpatrons.                       | Durch-messer | Masse (ca.) | Schlagton (HT-1⁄16) | Anmerkung                    |
| Michael | MICHAEL – MEIN NAME – IST AUCH MEIN RUF! SUCHT’S HEIL BEIM HÖCHSTEN, DER ZUM HEIL EUCH SCHUF! (WER IST WIE GOTT?!)                                  | 1710 mm      | 3000 kg     | h0 -5               | Schutzpatron der Kirche      |
| Barbara | BARBARA-GLOCKE, DES HÜTTENWERKS SPENDE, „GLÜCK AUF“ SOLL SIE RUFEN, WO FLEISSIGE HÄNDE DEN WERKSTOFF AUSWERTEN, DER DES SCHÖPFERS GESCHENK.         | 1442 mm      | 1850 kg     | d1 -4               | Schutzpatronin der Bergleute |
| Petrus  | DER GLAUBE – HÖRT’S WOHL – BRAUCHT FELSENGRUND! DANKT CHRISTUS, DER LEHRT DURCH PETRI MUND. („DU BIST PETRUS, DER FELS!“)                           | 1289 mm      | 1250 kg     | e1 -4               | Fürst der Apostel            |
| Anna    | ST. ANNA’S GELÄUT LENK ALLER SINN AUF DEN SEGEN PFLICHT-FROHER MÜTTER HIN. GANZ EIGEN FÜR FAMILIE UND HEIM, DES HAUSES SEELE UND SONNENSCHEIN!      | 1108 mm      | 850 kg      | fis2 -4             | Patronin der Mütter          |
| Angelus | ALS ANGELUS KÜND ICH DURCH ALLE ZEITEN: IHR ALLE SOLLT MIT EUER HEIL BEREITEN! MARIAS „JA“ WAR HEILSBEGINN; NUN FÜHRT EUER „JA“ EUCH ZUM ZIELE HIN. | 1044 mm      | 680 kg      | g2 -3               |                              |